# Podismopsis humengensis
Podismopsis humengensis är en insektsart som beskrevs av Zheng, Z. och Yong Shan Lian 1988. Podismopsis humengensis ingår i släktet Podismopsis och familjen gräshoppor. Inga underarter finns listade i Catalogue of Life.